# ولاية بدخشان
ولاية بدخشان (بالبشتو والدارية: بدخشان) من الولايات الـ 34 في أفغانستان تقع في الشمال الشرقي من البلاد وتتمتع بمناظر خلابة وهواء منعش. مساحتها حوالي 47403 کيلو متر مربع وسکانها 1750000 نسمة. معظم سکان الولاية من الطاجيك ممن يتحدثون الدارية وينحدرون من أصول آرية. يحافظ أهل بدخشان علی القيم الإسلامية کثيراً ومعظمهم مثقفون. برهان الدين رباني الذي حکم أفغانستان لفترة وجيزة بعد انسحاب الجيش السوفيتي ينحدر من هذا الإقليم. بدخشان ذات جبال مرتفعة وأنهار ووديان جميلة. تشکل الذرة، و القمح والخضراوات والفواکه أهم محاصيل هذه المحافظة. ولاية بدخشان متاخمة لحدود الصين وطاجيكستان وباكستان وتعاني من هطول أمطار غزيرة و ثلوج کثيفة فی شتائها القارس مُخلّفة ورائها فيضانات عارمة وتتعرض لـزلازل مدمرة من حين لآخر. تشکّل بدخشان حوالي 53 بالمائة من مياه أفغانستان وأعلى قمة جبال الهندوكوش تقع بهذا الإقليم الحدودي. ممر واخان يزين أقصی شرقي بدخشان حيث الحدود الصينية والباکستانية.

## المديريات
كشم، جُرم، شهداء، کران منجان، زيباک، واخان، إشکاشم، بهارک، شغنان، كوف، مايمي، درواز، خاش، ياوان، راغستان، يفتل، تکاب، شهر بزرک، أرغنجخواه، وردوج، خاهان، تشکان، يمكان، خواهان، راغ، دراييم، أرکو بالإضافة إلی فيض آباد عاصمة الإقليم.
لقد تم مؤخرا إنشاء العديد من المستوصفات والمراکز الصحية في معظم أحياء وبلدات المحافظة والتي تمول أغلبها منظمة آغا خان والوکالة الأمريکية للتنمية الدولية (USAID) ومن بين المشاريع العملاقة شارع کشم - فيض آباد بطول 103 کيلو متر والذي تعبّده شرکة SAMWHAN الکورية الجنوبية الخاصة بمراقبة شرکة لويس برجر وبلک أند ويتش - LBG/B/V. تعتبر بدخشان من أکثر الأقاليم أمناً فی شمال أفغانستان عقب تهديد حرکة طالبان بتوسيع عملياتها إلی شمالي البلد، حيث أن مديرية کران و منجان جنوب بدخشان شهدت مذبحة للأجانب من جنسيات مـختلفة بإلإضافة إلی مـترجـمين أفغان في شهر أغسطس 2010.
شهدت بدخشان مـخاض کبار الشخصيات الأفغان ومن بين هولاء الرئيس الأفغاني السابق برهان الدين رباني ومطيع الله تائب وهو المشرف علی قسم اللغة العربية لموقع إسلام آن لاين و الدکتور إياز إمام مسجد حي وزير أکبر خان وسط العاصمة کابول.
من بين الأماکن العريقة لهذا الإقليم الوعر ضريح الشاعر والفيلسوف الأفغاني المخضرم والراحل ناصر خسرو.